# کت بیلند
کت بیلند (انگلیسی: Kat Bjelland؛ زادهٔ ۹ دسامبر ۱۹۶۳) یک موسیقی‌دان اهل ایالات متحده آمریکا است. وی از سال ۱۹۸۵ میلادی تاکنون مشغول فعالیت بوده‌است.